# آرکادیس
آرکادیس (انگلیسی: Arcadis) شرکت خدمات مهندسی هلندی است، که در زمینه طراحی فرآیند، مهندسی عمران، نقشه‌برداری، مدیریت پروژه، مشاور مدیریت و مدیریت تأسیسات فعالیت می‌کند.
شرکت آرکادیس در سال ۱۸۶۸ تأسیس شد و در حال حاضر دارای ۳۵۰ دفتر خدمات فنی و مهندسی در ۴۰ کشور جهان می‌باشد. دفتر مرکزی این شرکت در شهر آمستردام قرار دارد و بخشی از سهام آن در بازار بورس یورونکست معامله می‌شود.